# Polistes simulans
Polistes simulans är en getingart som beskrevs av Berton 1918. Polistes simulans ingår i släktet pappersgetingar, och familjen getingar. Inga underarter finns listade i Catalogue of Life.